# Distretto di Savur
Il distretto di Savur (in turco Savur ilçesi) è uno dei distretti della provincia di Mardin, in Turchia.